# Dichrorampha plumbana
Dichrorampha plumbana ist ein Schmetterling (Nachtfalter) aus der Familie der Wickler (Tortricidae).

## Merkmale
Dichrorampha plumbana besitzt eine Flügelspannweite von 12–14 mm. Die Vorderflügel besitzen eine charakteristische Musterung aus den Farben Gelb, Kobaltblau, Grau und Schwarz.

## Ähnliche Arten
- Dichrorampha aeratana – gewöhnlich größer, oft nur an den Genitalien unterscheidbar
- Dichrorampha sedatana – gewöhnlich größer, mit einer markanten Gelbfärbung im basalen Drittel der Vorderflügel

## Verbreitung
Dichrorampha plumbana ist in der westlichen Paläarktis beheimatet. Die Art ist in Europa weit verbreitet.

## Lebensweise
Die Haupt-Wirtspflanzen von Dichrorampha plumbana bilden die Gemeine Schafgarbe (Achillea millefolium) und die Magerwiesen-Margerite (Leucanthemum vulgare). Die Schmetterlinge findet man meist an ihren Wirtspflanzen. Die Flugzeit dauert von Mai bis Mitte August. Man beobachtet die Schmetterlinge insbesondere in den Monaten Mai und Juni. Die Schmetterlinge sind hauptsächlich nachtaktiv, fliegen aber auch an milden bewölkten Tagen tagsüber. Die Raupen schlüpfen im August und entwickeln sich im Wurzelwerk ihrer Futterpflanzen, bevor sie sich im Frühjahr verpuppen.

## Taxonomie
In der Literatur finden sich folgende Synonyme:
- Phalaena plumbana Scopoli, 1763 – ursprüngliche Namenskombination
- Dichrorampha saturnana Guenée, 1845
- Dichrorampha eidmanni Obraztsov, 1953